# Rosana Pastor
Rosa Ana Pastor Muñoz (ur. 7 sierpnia 1960 w Walencji) – hiszpańska aktorka filmowa i telewizyjna. Znana z ról w filmach Ziemia i wolność i Joanna Szalona oraz w serialu Amar en tiempos revueltos. Zdobyła cztery nagrody i była trzykrotnie nominowana do nagród.

## Filmografia

### Kino
| Rok  | Tytuł                        | Rola                 |
| ---- | ---------------------------- | -------------------- |
| 2013 | Tylko ja (La herida)         | matka Any            |
| 2011 | Hora menos                   | Isabel               |
| 2010 | Genio y figura               | kierowniczka         |
| 2008 | Trzy opowieści o bezsenności |                      |
| 2008 | Pałacowa intryga             | Doña Juana de Coello |
| 2007 | Cygańska księżniczka         | Chusa                |

### Telewizja
| Rok  | Tytuł                     | Rola              |
| ---- | ------------------------- | ----------------- |
| 2005 | Amar en tiempos revueltos | Josefina Peñafiel |
| 1989 | Brigada central           | Esperanza         |